# Droga krajowa nr 171 (Kostaryka)
Droga krajowa nr 171 (hiszp. Ruta Nacional Secundaria 171/Ruta 171) – jedna z dróg krajowych w Kostaryce. Znajduje się ona w prowincji Heredia.

## Opis
Droga ta zaczyna się obok szpitala San Vicente de Paul w Heredii, a kończy na skrzyżowaniu z drogą krajową nr 106 w Ulloa.
W prowincji Alajuela droga krajowa nr 171 przebiega przez kanton Heredia (przez dystrykty Heredia, San Francisco i Ulloa).